# Det Almindelige Handelskompagni
Det Almindelige Handelskompagni („Die allgemeine Handelskompanie“) war eine von 1747 bis 1774 bestehende dänische Handelskompanie, die vor allem mit der Kolonisierung Grönlands beschäftigt war.

## Geschichte
Der dänische Überseehandel war in den 1730er Jahren fast vollständig in Handelskompanien organisiert worden. Lediglich in der Ostsee war dies noch nicht geschehen. Aus diesem Grund wurde 1742 die Grosserer Societetet („Grossistensozietät“) gegründet, ein Zusammenschluss von dänischen Großhändlern, die in Europa aktiv waren. Der Kopenhagener Handelsstand fürchtete aber um die Freiheit des Handels in Europa und protestierte gegen die Pläne, weswegen sich die Grosserer Societetet letztlich nur ein Fachorganisation wurde, aber keine Handelsgesellschaft, wie ursprünglich geplant.
Stattdessen wurde 1747 Det Almindelige Handelskompagni gegründet. Ihr Präsident wurde Christian August von Berkentin, während die Kaufleute Frederik Holmsted, Andreas Bjørn und Oluf Blach die Direktion bildeten. Der Friedensschluss im Österreichischen Erbfolgekrieg löste in Dänemark 1748 eine Wirtschaftskrise aus, unter der die junge Handelskompanie zu leiden hatte. Der Kaufmann Jacob Severin, der seit 1734 das Handelsmonopol über Grönland innehatte, zog sich mangels wirtschaftlicher Erfolge 1750 zurück und übergab sein Monopol an Det Almindelige Handelskompagni. Dies führte zu einem kleinen Aufschwung, der sich in den folgenden Jahren während des Siebenjährigen Kriegs von 1756 bis 1763 verstärkte, als auch im Mittelmeer und in Westindien Handel getrieben wurde, während eine 1757 gegründete Unterabteilung für Konstantinopel erfolglos blieb. 1763 übernahm die Handelskompanie auch das Handelsmonopol für Island und die Finnmark. Dort konnte jedoch kein wirtschaftlicher Erfolg errungen werden. Die Handelskompanie hielt sich zeit ihrer Existenz quasi nur mit dem Monopolhandel in Grönland wirtschaftlich am Leben. Das Kolonieprojekt wurde in diesen gut zwei Jahrzehnten stark ausgebaut. 1750 existierten nur die Kolonien in Nuuk, Qasigiannguit und Paamiut sowie die Loge in Ilulissat, aber zwischen 1752 und 1774 wurden zwölf weitere Kolonien und Logen errichtet, was dem Handel sehr zuträglich war, da dadurch auch die Vormachtstellung der holländischen Walfänger in Grönland schrittweise beendet werden konnte. Zudem legte man sich auf den Handel mit Robbentran als primäre Handelsware fest, während man es zuvor vor allem erfolglos mit Walfang versucht hatte.
Die Regierung unter Ove Høegh-Guldberg beschloss 1774 aufgrund der geringen wirtschaftlichen Erfolge die Auflösung von Det Almindelige Handelskompagni. Stattdessen sollten zwei neue Handelskompanien gegründet werden, Den Kongelige Grønlandske Handel (KGH) für Grönland sowie eine weitere für den Handel in Island, der Finnmark und auf den Färöern, wo der Staat seit 1709 ein Handelsmonopol hatte. Beide Handelskompanien wurden jedoch bereits 1781 wieder zusammengeschlossen. Der KGH war noch bis 1790 für Island und die Finnmark zuständig sowie bis 1856 für die Färöer.